# Benthoctopus macrophallus
Benthoctopus macrophallus är en bläckfiskart som beskrevs av Voss och Pearcy 1990. Benthoctopus macrophallus ingår i släktet Benthoctopus och familjen Octopodidae. Inga underarter finns listade i Catalogue of Life.